# Томас Юганссон (борець)
Томас Юганссон  (швед. Tomas Johansson, 20 липня 1962) — шведський борець, олімпійський медаліст.

## Виступи на Олімпіадах
| Олімпіада         | Дисципліна                                 | Місце                     |
| ----------------- | ------------------------------------------ | ------------------------- |
| Лос-Анджелес 1984 | греко-римська боротьба, надважка категорія | ( Срібло) дискваліфікація |
| Сеул 1988         | греко-римська боротьба, надважка категорія | Бронза                    |
| Барселона 1992    | греко-римська боротьба, надважка категорія | Срібло                    |
| Атланта 1996      | греко-римська боротьба, надважка категорія | 7                         |

Томас Йоханссон, який програв Джеффу Блатніку зі США у суперважкій вазі греко-римської боротьби у фіналі Олімпіади в Лос-Анджелесі 1984 року, був дискваліфікований і позбавлений срібної нагороди через позитивний результат на стероїди. Шведський спортсмен визнав, що він здійснив ін'єкцію одного з анаболічних стероїдів у травні 1984 року для швидкого відновлення ваги, після того як він втратив понад 20 фунтів через хірургічне втручання на зламаному носі після чемпіонату Європи.